# Day of the Painter
Day of the Painter é um filme de drama em curta-metragem estadunidense de 1960 dirigido e escrito por Robert P. Davis. Venceu o Oscar de melhor curta-metragem em live action na edição de 1961.